# Station Torsøvej
Station Torsøvej is een spoorweghalte in Riskov, een buitenwijk in het noorden van de stad Aarhus in de Deense gemeente Aarhus. De halte ligt aan de lijn Grenaabanen. 